# Елен Ґейбл
Елен Ґейбл (нар. 5 травня 1959) — американська письменниця-романістка католицької літератури.

## Життя
Ґейбл, яка друкується під своїм дошлюбним прізвищем, народилася в Камдені, штат Нью-Джерсі, і є уродженкою Філадельфії, штат Пенсильванія. Переїхала в Арнпрайор (Онтаріо) одружившись із канадським художником, музикантом та педагогом-мистецтвознавцем Джеймсом Гркачем у 1982 році.
Її дебютний роман «Надія Емілі» отримав «Почесну згадку» в галузі художньої релігійної прози у 2006 році від незалежної видавничої книжкової премії. Її другий роман "Лише в ім'я" вийшов у 2009 році і отримав Золоту медаль за релігійну літературу у 2010 році від незалежної видавничої книжкової премії. In Name Only був бестселером Amazon Kindle №1. Її третій роман «Крадіжка Дженні» був надрукований у 2011 році  У листопаді 2011 року та в червні / липні 2012 року він також досяг 1 -го місця . Танці у п’ятницю, було опубліковано 2013 року.
«Тонка грація» була опублікована в 2014 році. Продовження дії роману "Лише в ім'я" відбувається в 1896 році у Філадельфії та розповідає про романтичні спокуси старшої дочки великої католицької родини.
Найновіші її романи — «Подарунки Джулії» та «Честь Шарлотти» - перші дві книги серії «Велика любов Великої війни». Третій у серії, «Обіцянка Елли», буде опублікований наприкінці 2019 року. Деякі її книги доступні французькою, португальською, іспанською та італійською мовами.
Вона є авторкою-фрілансеркою і писала для журналів Family Foundations , Ecclesia, Restoration, а також є оглядачем Amazing Catechists та Catholic Mom. Вона також колишня президентка Гільдії католицьких письменників.
Живе з чоловіком у Пакенгемі, Онтаріо, Канада. Мають п'ятьох дорослих синів.